# 若宮八幡神社 (高山市)
若宮八幡神社（わかみやはちまんじんじゃ）は、岐阜県高山市石浦町に鎮座する神社。

## 概要
高山市石浦地区の産土神社である。
創建時期は不詳。仁徳天皇六十五年、難波根子武熊振熊が両面宿儺の討伐の勅命を受け飛騨国へ向かったさい、この地で屯軍。応神天皇と仁徳天皇を奉祀したという。
1871年（明治4年）に村社となる。戦後、岐阜県神社庁より銀幣社に指定される。

## 祭神
- 応神天皇[4]
- 仁徳天皇[4]

## 合祀
- 諏訪神社[3]
- 天満神社[3]